# Andrzej Szpilman
Andrzej Szpilman (nacido en 1956, Varsovia, Polonia) es un dentista, compositor, productor musical, editor, y el hijo del famoso pianista y compositor Wladyslaw Szpilman, y su esposa, Halina (Grzecznarowski).

## Biografía
Andrzej Szpilman comenzó su educación musical en 1962 con el profesor S. Kawalla (violín) y luego desde 1965 hasta 1974 en la cuarta Escuela Estatal de Música de Varsovia (clase del profesor Nasalska violín y posteriormente viola).
En 1976 comenzó a grabar para la Radio Polaca como compositor y productor musical.
Ha trabajado con muchos cantantes polacos populares, incluyendo Irena Santor, Hanna Banaszak, Grazyna Switala, Boguslaw Mec, acompañado por la Orquesta de la Radio de Varsovia y Poznan Orquesta de la Radio. 1980 a 1981, como director musical, Andrzej Szpilman produjo varios espectáculos para TV de Polonia. 1982/83 se convirtió en el productor del primer disco de los grupos de rock más populares de la década de 1980 en Polonia, "zamknięty Oddzial" (Cerrar Departamento), que vendió cerca de 450.000 registros en 1983 y recibió "Disco de Oro 83" de los polacos Recording Company.
Además de sus actividades artísticas, estudió Odontología en la Academia Médica de Varsovia. En 1983 se trasladó a Hamburgo, Alemania. Hasta 1988 trabajó como profesor asistente en el Departamento de Odontología Conservadora de la Universidad de Hamburgo, y luego continuó trabajando en su propio consultorio dental en Hamburgo / Altona y más tarde en Weil am Rhein.
Andrzej Szpilman 1987 fundó su propia "Musik Studio Altona", donde continuó trabajando en su ballet de cine y teatro musical. En esa época compuso el "incienso" ballet (coreógrafo Gamal Gouda) para la Ópera de Hamburgo, así como bandas sonoras como "Yo tam zostane juz zawsze na" y "Kolejka" - para TV-Polonia, y algunas pequeñas piezas de teatro y canciones para la radio polaca.
1996 - 2004 se ha diseñado CDs para el famoso compositor y poeta alemán del lobo Biermann. También ha vuelto a mezclar la antología grabación completa de Lobo Biermann 1968-1997 (21 registros). En 1997 Andrzej Szpilman prepara la publicación del libro de memorias El Pianista, escrito en 1945 por su padre Wladyslaw Szpilman para el editor ECON Alemán (1998) y más tarde por la editorial británica Orion (1999). El pianista se convirtió en un superventas internacional y fue reconocido como una importante documentación del Holocausto. Fue nombrado libro del año por varios periódicos internacionales (LA Times, Washington Post, The Independent), además de ser traducido a más de 35 idiomas.
En noviembre de 2000 se produjo Radio y TV de conciertos: "Homenaje a Wladyslaw Szpilman" en Varsovia. 2001-2002 regresó a la producción y moderar con un espectáculo de concierto en el Radio Polaca titulado: "Microphon para todo el mundo".
Szpilman también ayudó en la producción de la película de Roman Polanski El pianista (2002) y más tarde colaboró en la PR-trabajo con los EE. UU., Alemania, Suiza, Italia y distribuidores de películas polacas. En 2002 se convirtió en productor ejecutivo independiente de Universal Music, Sony Classical y Sherman Registros Ca. y preparó los CD con la música de Wladyslaw Szpilman: "Wendy Lands canta las canciones del pianista" (2002) (Universal Music), y también un CD "grabaciones originales del pianista" (2002), "Obras para Piano y Orquesta de Władysław Szpilman"con Ewa Kupiec-Piano, John Axelrod-Director y Berliner Orquesta Sinfónica de la Radio (2004), así como Wladyslaw Szpilman -" grabaciones legendarias "(2005) (Sony Classical).
Andrzej Szpilman también está trabajando con "Boosey & Hawkes Music Publishers" en la publicación de las obras completas de Wladyslaw Szpilman. Actualmente se está trabajando en el documental de televisión sobre la vida de Wladyslaw Szpilman y la producción de un CD con canciones de Wladyslaw Szpilman con la cantante y actriz polaca Alicja Bachleda.